# صحة القطط
تعتبر صحة القطط المنزلية مجالًا تمت دراسته جيدًا في الطب البيطري. تتضمن الموضوعات الأمراض المعدية والوراثية والنظام الغذائي والتغذية والإجراءات الجراحية غير العلاجية مثل التعقيم وإزالة المخالب .

## الأمراض

### الأمراض المعدية

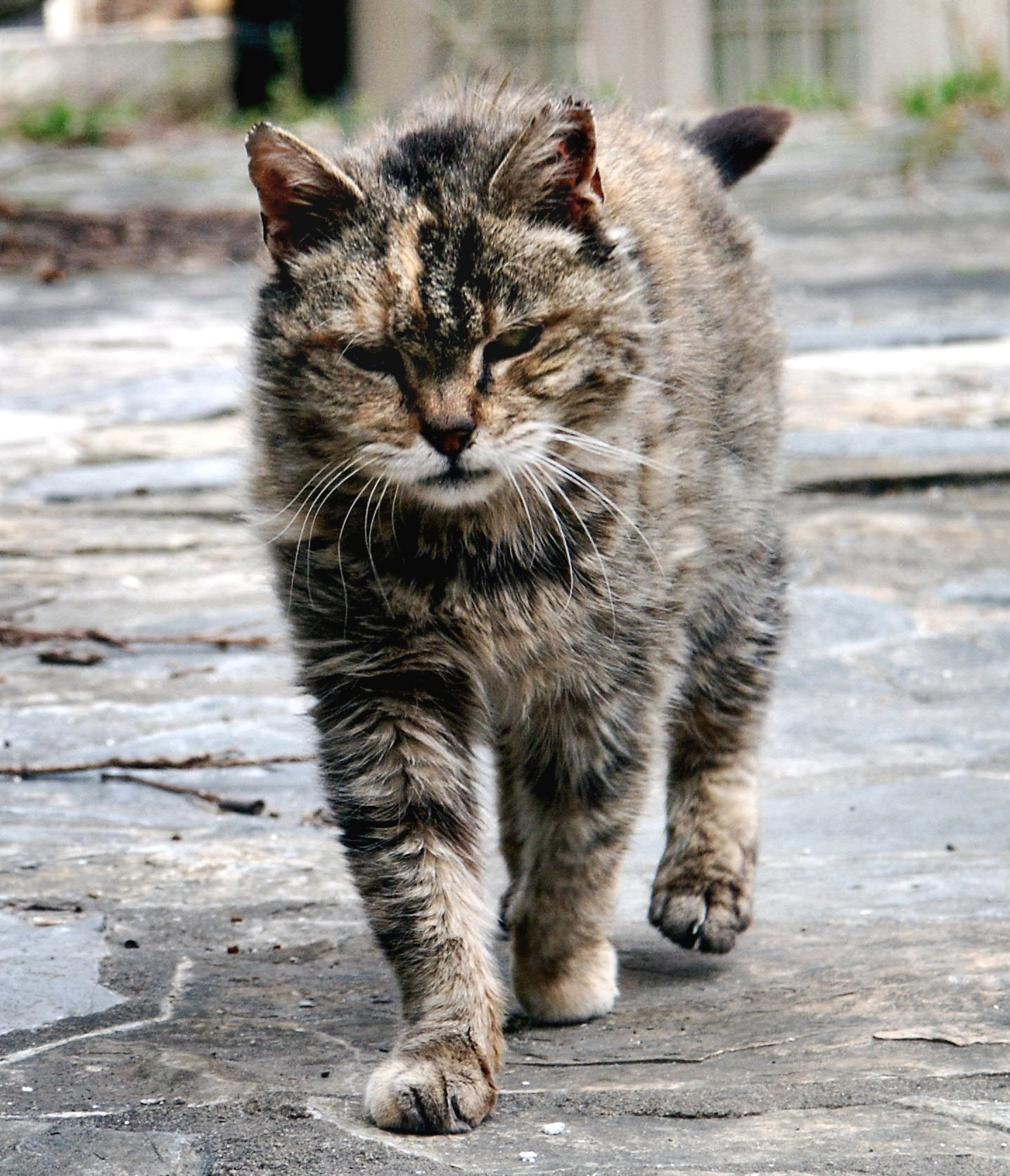
غالبًا ما تُصاب القطط بجروح أثناء المعارك مع القطط الأخرى، وإذا تُركت الثقوب والتمزقات الناتجة عن العضات دون علاج، فقد تؤدي الجروح إلى التهابات خطيرة، بما في ذلك الخراجات.

ينتج المرض المعدي عن كائنات ممرضة مثل الفيروسات والبكتيريا والفطريات والطفيليات (سواء كانت حيوانية أو أولية). تنتقل غالبية هذه الأمراض من قطة إلى أخرى عن طريق الهواء أو عبر الاتصال المباشر أو غير المباشر، في حين يتطلب بعضها ناقلات حيوية كالبعوض أو القراد. وتمثل بعض هذه الأمراض خطرًا على الصحة العامة، لكونها أمراضًا حيوانية المنشأ يمكن أن تنتقل من القطط إلى البشر.

#### الإنتشار
يمكن أن تكون الأمراض الفيروسية لدى القطط خطيرة، خاصةً في بيوت القطط ومساكنها . يمكن للتطعيم في الوقت المناسب أن يقلل من خطر الإصابة بالعدوى وشدتها. أكثر الفيروسات الموصى بتطعيم القطط ضدها شيوعًا هي:
- فيروس الهربس القططي 1 (FHV-1)، وهو سبب فيروسي لالتهاب القصبة الهوائية الفيروسي القططي، وهي عدوى تنفسية تصيب القطط.
- فيروس الكاليسي القططي (FCV)، وهو سبب فيروسي شائع لعدوى الجهاز التنفسي لدى القطط.
- فيروس بارفو القطط، الذي يسبب مرض نقص الكريات البيضاء في القطط (FPV)، والمعروف أكثر باسم مرض حمى القطط.
- فيروس سرطان الدم القططي (FeLV)، وهو فيروس راجع.
- داء الكلب، مرض قاتل ينتقل عن طريق لدغة حيوان ثديي مصاب. في الولايات المتحدة، تُشكل القطط 4.6% من الحالات المُبلغ عنها للحيوانات المصابة بداء الكلب. [2]

الفيروسات التي لا يوجد لها لقاحات:
- فيروس نقص المناعة لدى القطط (FIV)، وهو فيروس عدسي وقريب وراثيًا لفيروس نقص المناعة البشرية.[3] لا يوجد لقاح معتمد لفيروس نقص المناعة لدى القطط في أمريكا الشمالية.[4]
- فيروس التهاب الصفاق المعدي القططي (FIPV)، وهو طفرة في فيروس كورونا المعوي القططي (FECV/FeCoV) الذي يسبب التهاب الصفاق المعدي القططي، وهو مرض مميت غير قابل للشفاء.

#### بكتيري
- الكلاميديا القططية

#### فطري
- سعفة
- الكريبتوكوكس
- مالاسيزيا باشيدرماتيس

#### الطفيليات

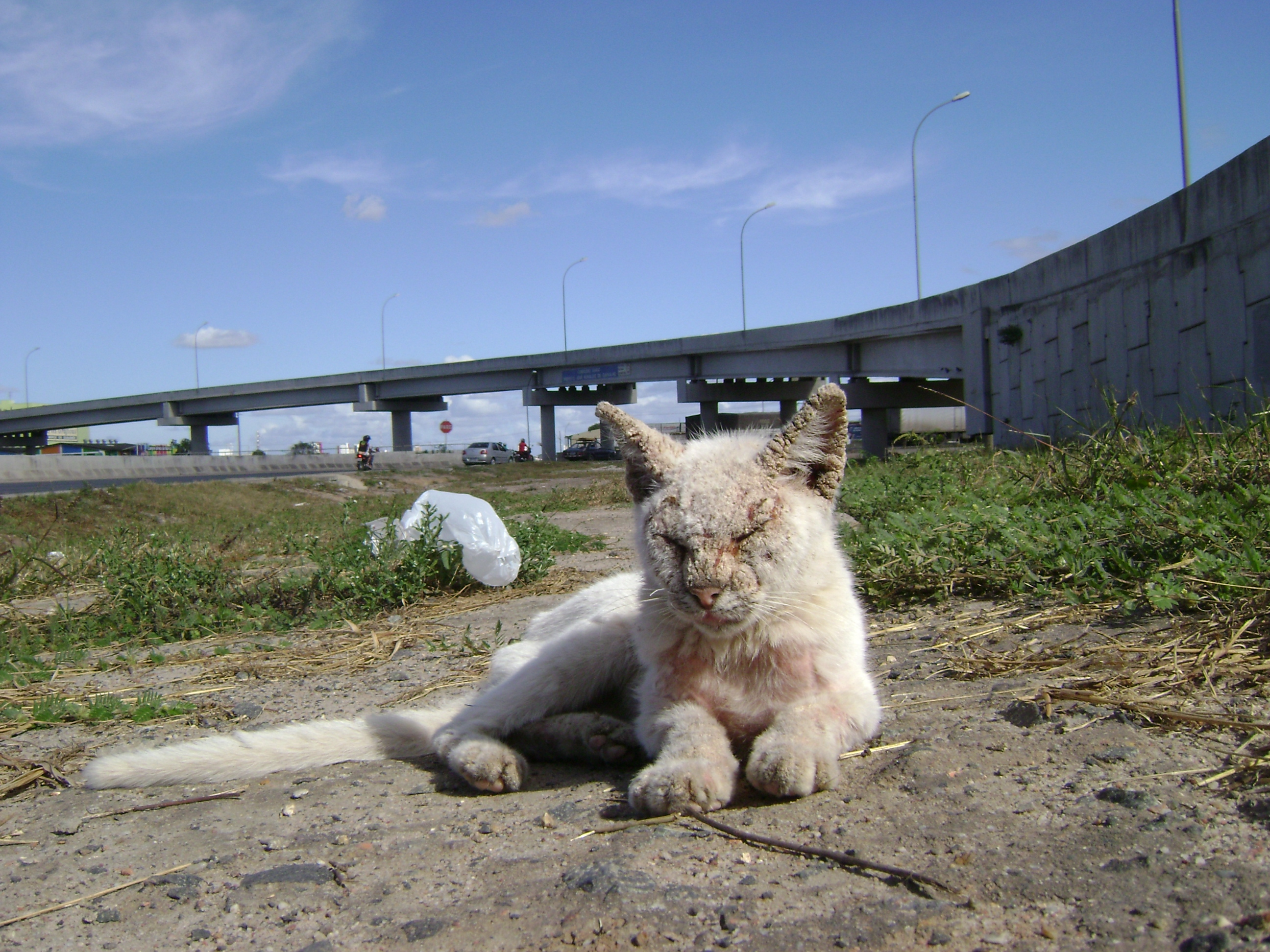
قطة بيضاء اللون تقريبًا مهجورة تعاني من مرض في فيرا دي سانتانا ، البرازيل

يدرس علم الطفيليات البيطرية الطفيليات الخارجية والداخلية لدى الحيوانات. يمكن للطفيليات الخارجية، مثل البراغيث والعث والقراد والبعوض، أن تسبب تهيجًا جلديًا، كما أنها غالبًا ما تكون حاملة لأمراض أخرى أو طفيليات داخلية.

##### الطفيليات الخارجية
- يمكن أن تسبب عث الأذن والعث الأخرى مشاكل جلدية مثل الجرب.
- غالبًا ما تحمل القراد والبراغيث والبعوض العديد من الأمراض المنتقلة عن طريق الدم.

##### الطفيليات الداخلية
- دودة القلب
- دودة الخطاف
- الدودة الأسطوانية
- التوكسوبلازما غوندي
- سيتوزون فيليس

### الأمراض الوراثية

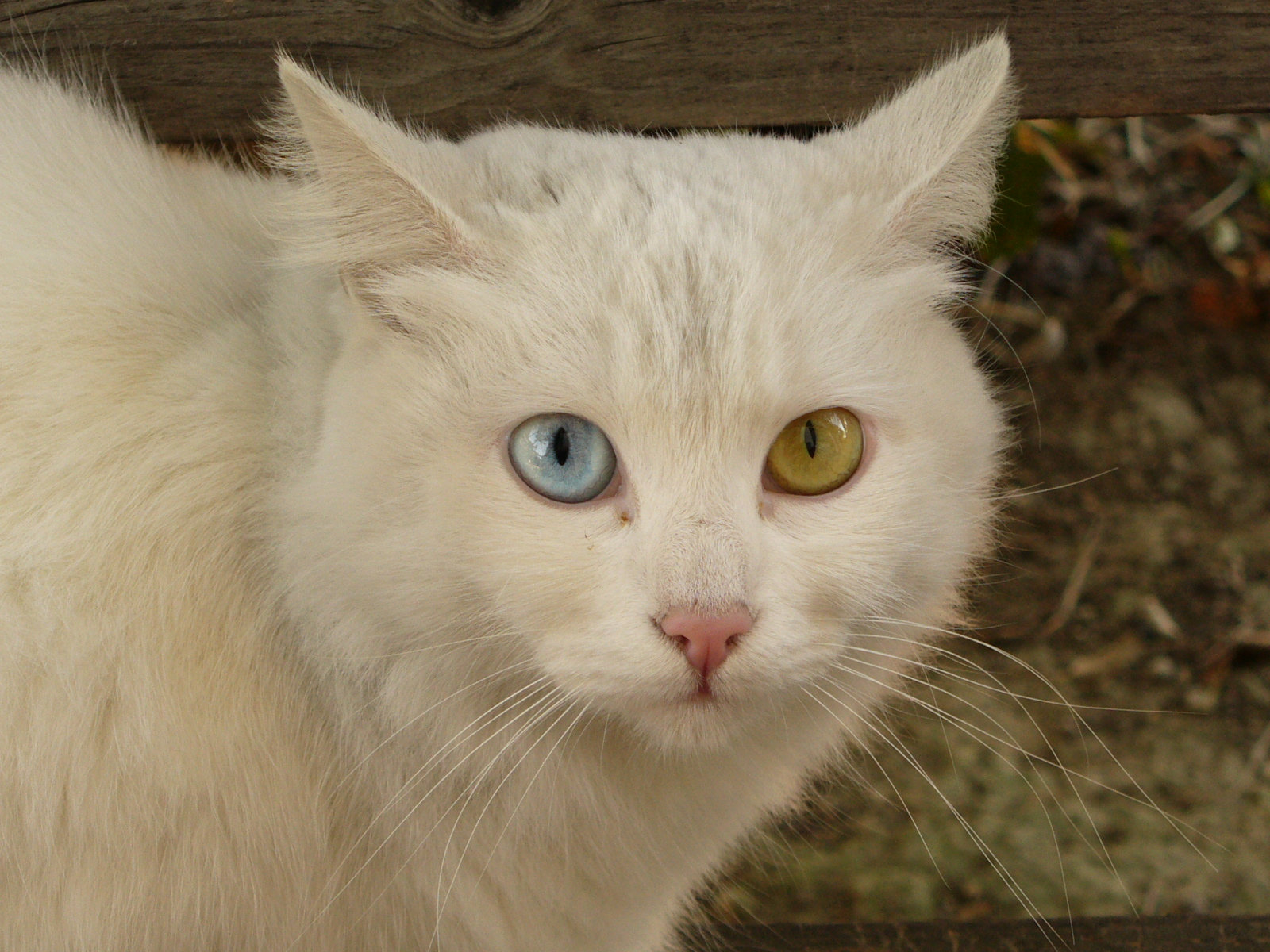
قطة تعاني من تباين لون القزحية

تتأثر القطط المنزلية بأكثر من 250 اضطرابًا وراثيًا طبيعيًا، وكثير منها مشابه لتلك الموجودة لدى البشر، مثل مرض السكري والهيموفيليا ومرض تاي ساكس. على سبيل المثال، يحتوي سجل قط الحبشة على طفرة جينية تسبب التهاب الشبكية الصباغي ، والذي يؤثر أيضًا على البشر.
- مرض الكلى العائلي وراثي في الأحباش والفرس
- اعتلال عضلة القلب الضخامي عند القطط
- خلل تنسج صمام القلب
- تغاير لون القزحية
- خلع الرضفة
- تحويلة بوابية جهازية . وجدت في الفرس والهيمالايا .
- متلازمة القطط ذات الصدر المسطح

### اضطرابات الجلد
تُعد اضطرابات الجلد من أكثر المشاكل الصحية شيوعًا لدى القطط، ولها أسباب متعددة. وتُعدّ حالة جلد القطة وفرائها مؤشرًا مهمًا على صحتها العامة.
- داء الكيلتييلا هو التهاب جلدي خفيف يسببه عث من جنس الكيلتييلا . يُعرف أيضًا باسم قشرة الرأس المتحركة نظرًا لقشور الجلد التي يحملها العث.
- حب الشباب عند القطط
- الورم الحبيبي اليوزيني السنوري
- التهاب الجلد التحسسي الناتج عن البراغيث
- التهاب الجلد الدخني ( الأكزيما القططية)
- الجرب
- اضطرابات الجلد التغذوية

### الأورام والسرطان
- سرطان المثانة
- سرطان العظام
- سرطان الأمعاء
- سرطان الكبد
- الورم اللمفاوي في الحيوانات
- ورم الثدي
- ورم الخلايا البدينة
- سرطان الأنف
- سرطان الجلد
- ساركوما الأنسجة الرخوة
- سرطان المعدة

### أمراض أخرى
- انسداد الأكياس الشرجية
- نقص تنسج المخيخ هو اضطراب يصيب القطط والكلاب، حيث لا يكون المخيخ مكتمل النضج عند الولادة. يسبب نقص تنسج المخيخ حركات متشنجة ورعشة ، وحركة غير منسقة بشكل عام. غالبًا ما يسقط الحيوان ويواجه صعوبة في المشي . تزداد الرعشة عندما يكون الحيوان متحمسًا وتهدأ عندما يكون مرتاحًا.
- قرحة القرنية هي حالة التهابية تصيب القرنية ، تتضمن فقدان طبقتها الخارجية. وهي شائعة جدًا لدى الكلاب ، وتُشاهد أحيانًا لدى القطط .
- السكري
- فرط الألدوستيرونية لدى القطط
- فرط نشاط الغدة الدرقية لدى القطط
- يتميز الصرع بنوبات متكررة غير مُبرَّرة. ويُرجَّح أن يكون الصرع لدى القطط نادرًا لعدم وجود عامل وراثي له.
- الربو عند القطط
- داء الكبد الدهني القططي المعروف أيضًا باسم متلازمة الكبد الدهني القططي، هو أحد أكثر أشكال أمراض الكبد شيوعًا لدى القطط.[6] يبدأ المرض عندما تتوقف القطة عن الأكل بسبب فقدان الشهية، مما يجبر الكبد على تحويل الدهون في الجسم إلى طاقة قابلة للاستخدام.
- مرض المسالك البولية السفلية لدى القطط هو مصطلح يُستخدم لتغطية العديد من مشاكل المسالك البولية لدى القطط، بما في ذلك الحصوات والتهاب المثانة . أما مصطلح متلازمة المسالك البولية لدى القطط فهو مصطلح أقدم، ولا يزال يُستخدم أحيانًا لهذه الحالة. وهو مرض شائع لدى القطط البالغة، مع أنه قد يصيب القطط الصغيرة أيضًا. قد يظهر كأي من مشاكل المسالك البولية المتنوعة، وقد يؤدي إلى انسداد كامل في الجهاز البولي، والذي قد يكون مميتًا إذا تُرك دون علاج.
- آفة امتصاصية سنية قططية
- اعتلال الدماغ الإسفنجي القططي
- اعتلال الأعصاب المتعدد
- التهاب بطانة الرحم
- رحم أحادي القرن هو حالة نادرة تُولد فيها القطة الأنثى بغياب أحد قرني الرحم. يُعد هذا التشوّه من الاكتشافات غير الشائعة في الممارسة البيطرية، ويمكن التعرف عليه من خلال التصوير بالأشعة السينية أو الموجات فوق الصوتية، خاصة إذا كان هناك تاريخ عائلي مشابه. ورغم ذلك، لا توجد دراسات علمية مؤكدة تثبت أن هذه الحالة وراثية. وفي بعض الحالات، قد تُلاحظ أيضًا غياب الكلية على نفس الجانب الذي يفتقد قرن الرحم، وهي حالة تُعرف طبيًا باسم "غياب الكلية الخلقي".

### الأمراض الحيوانية المنشأ
يرى الباحثون في مركز صحة القطط بجامعة كورنيل أن "معظم الأمراض الحيوانية المنشأ لا تمثل خطرًا كبيرًا على البشر". ومع ذلك، هناك فئات معينة من الأشخاص أكثر عرضة للإصابة، وهم من يُعانون من ضعف أو نقص في المناعة، مثل الرضع، وكبار السن، ومرضى السرطان الذين يخضعون للعلاج، والأشخاص المصابين بمتلازمة نقص المناعة المكتسبة (الإيدز).
بعض الأشكال الشائعة والقابلة للوقاية من الأمراض الحيوانية المنشأ هي كما يلي:
- داء المقوسات
- الجيارديا
- مرض خدش القطة
- داء الكلب
- سعفة

## الطب الوقائي

### التطعيمات
تُعد التطعيمات من الوسائل الوقائية الأساسية للحفاظ على صحة القطط. وتختلف أنواع اللقاحات الموصى بها حسب الموقع الجغرافي، والبيئة المحيطة، وسجل السفر، والأنشطة التي تمارسها القطة بانتظام. في الولايات المتحدة، يُوصى بشدة بتطعيم جميع القطط، بغض النظر عن هذه العوامل، ضد الأمراض التالية: داء الكلب، فيروس الهربس السنوري النوع 1 (FHV-1)، فيروس الكاليسي السنوري، وفيروس نقص الكريات البيضاء السنوري. أما اللقاحات الأخرى، فيجب النظر في إعطائها بالتشاور مع الطبيب البيطري، بناءً على الظروف الخاصة بكل قطة.

### الكشف عن الأمراض
يمكن الكشف عن أمراض القطط مثل فيروس اللوكيميا القططية، وفيروس نقص المناعة القططية، ودودة القلب القططية خلال زيارة روتينية للطبيب البيطري. هناك مجموعة متنوعة من الفحوصات التي تساعد في تشخيص أمراض القطط، ومع الكشف المبكر يمكن التحكم في معظم هذه الأمراض بفعالية.

### دواء الطفيليات
تُعد المنتجات الموضعية التي تُستخدم مرة واحدة في الشهر أو الحبوب التي تؤخذ عن طريق الفم من أكثر المنتجات شيوعًا لقتل الطفيليات والوقاية من إصابات الطفيليات المستقبلية.

## النظام الغذائي والتغذية
عادةً ما يوصي الأطباء البيطريون بالأطعمة التجارية المصممة خصيصًا لتلبية الاحتياجات الغذائية الخاصة للقطط، رغم أن عددًا متزايدًا من المالكين يفضلون إعداد وجبات مطبوخة أو نيئة في المنزل. ورغم أن القطط من الحيوانات آكلة اللحوم، إلا أن بعض أصحابها يختارون تقديم أطعمة نباتية أو نباتية صرف لأسباب تتعلق بعدم الرغبة في إطعام منتجات حيوانية. ومع ذلك، حذرت إدارة الغذاء والدواء الأمريكية للطب البيطري من استخدام الأطعمة النباتية للقطط والكلاب لأسباب صحية، حيث تحتاج القطط إلى مستويات عالية من التورين في نظامها الغذائي. التورين هو حمض عضوي يوجد في أنسجة الحيوانات، وله دور حيوي في وظائف متعددة مثل تكوين الصفراء، مضادات الأكسدة، تثبيت الأغشية، وتنظيم إشارات الكالسيوم. كما أنه ضروري لوظائف القلب والأوعية الدموية، نمو العضلات الهيكلية، صحة شبكية العين، والجهاز العصبي المركزي. رغم إمكانية استبدال بروتين اللحوم ببروتينات نباتية، إلا أن الأخيرة لا توفر الكميات الكافية من الأحماض الأمينية الأساسية اللازمة لصحة القطط.
قد تكون القطط انتقائية في طعامها، وعلى الرغم من ندرة إصابتها بالتجويع الذاتي، إلا أن فقدان الوزن المفاجئ لدى القطط البدينة قد يؤدي إلى حالة خطيرة تسمى داء الكبد الدهني القططي، وهي اضطراب في وظائف الكبد يسبب فقدان الشهية بشكل مرضي ويزيد من الجوع، ما قد يفضي إلى الوفاة خلال 48 ساعة فقط. من الحالات الأخرى التي تصيب القطط هي بيكا (شهوة الغرائب)، حيث تمضغ أو تبتلع مواد غريبة مثل الأقمشة أو البلاستيك أو الصوف. قد تكون هذه الحالة خطيرة أو تستدعي تدخلًا جراحيًا عند ابتلاع كميات كبيرة من هذه المواد (مثل جورب كامل). وتنتشر بيكا بشكل خاص في سلالات مثل البورمية والشرقية والسيامية.

### حساسية الطعام
حساسية الطعام هي حالة مرضية غير مرتبطة بموسم معين، تتميز باضطرابات جلدية و/أو معوية، وتتمثل الشكوى الأساسية فيها في الحكة. لا يزال معدل انتشار حساسية الطعام لدى القطط غير محدد بدقة، ولا تقتصر على سلالة أو جنس أو عمر معين، رغم أن بعض السلالات تُصاب بها بشكل أكثر شيوعًا. عادةً ما تكون القطط قد تعرضت لمكونات الطعام المسببة للحساسية لمدة عامين على الأقل قبل ظهور الأعراض، مع وجود حالات تظهر فيها الأعراض في قطط أقل من عام.
تعاني القطط من أمراض حساسية مصاحبة في 20 إلى 30% من الحالات مثل التهاب الجلد التأتبي أو التهاب الجلد التحسسي للبراغيث. ولا يمكن تأكيد التشخيص بشكل موثوق إلا عبر اتباع نظام غذائي إقصائي، حيث تُجرى اختبارات التحدي، الإزالة، وإعادة التحدي لتحديد المكون أو المكونات المسببة للحساسية.
يعتمد العلاج على تجنب تناول مكونات الطعام المسببة للحساسية. وقد تظهر القطط المصابة بحساسية الطعام على شكل جلد أحمر، مناطق أصلع، وملمس مجعد للجلد، مع تساقط شعر يتركز عادةً حول الوجه وفتحة الشرج. وتعتمد مدة التعافي بعد إزالة مسببات الحساسية على شدة رد الفعل، إذ قد تستغرق من أسبوعين إلى ثلاثة أشهر حتى تتحسن الحالة.

### أطعمة خطيرة على القطط
هناك عدد من الأطعمة البشرية الشائعة والمواد الغذائية المنزلية السامة للقطط، بما في ذلك الشوكولاتة الصلبة والبصل والثوم والأفوكادو والعنب والزبيب والقهوة والطماطم وأوراق الطماطم والحليب. المركبات الفينولية مثل تلك الموجودة في TCP (مطهّر خفيف) ضارة بالقطط.

### سوء التغذية
سوء التغذية في القطط غير شائع حاليًا بسبب الأنظمة الغذائية الكاملة والمتوازنة التي يتم تركيبها وتغذيتها.  ومع ذلك، لا يزال من الممكن أن يحدث إذا انخفض تناول القطة للطعام عما يمكن أن يوفره الطعام، وإذا حدثت تفاعلات بين المكونات أو العناصر الغذائية، وإذا حدثت أخطاء أثناء التركيب أو التصنيع، وإذا تم تخزين الطعام لفترة طويلة من الوقت.  إذا أصيبت القطة بسوء التغذية، فقد يحدث نقص في الطاقة والبروتين والتورين والأحماض الدهنية الأساسية والمعادن (الكالسيوم والفوسفور والمغنيسيوم والصوديوم والبوتاسيوم) والفيتامينات (أ، د، هـ، الثيامين، النياسين، البيوتين) والعناصر النزرة (الحديد والنحاس والزنك واليود والسيلينيوم)، مما يتسبب في ظهور العديد من أعراض النقص. 
للحصول على معلومات حول النظام الغذائي الصحيح للقطط، راجع طعام القطط .

#### التنكس الشبكي المركزي
أحد الأمراض المرتبطة بسوء تغذية القطط هو تنكّس الشبكية المركزي، وهو اضطراب قد يكون ناتجًا عن نقص غذائي، وقد تكون له أيضًا أسباب وراثية في بعض الحالات. تُعد الشبكية، وهي طبقة رقيقة توجد في الجزء الخلفي من العين، البنية الرئيسية المتأثرة بهذا الاضطراب. وتكمن وظيفتها في استقبال الضوء الذي تركزه العدسة وتحويله إلى إشارات عصبية كهربائية تُرسل إلى الدماغ ليتم تفسيرها كصورة مرئية. تحتوي الشبكية على نوعين من الخلايا المستقبِلة للضوء: القضبان، المسؤولة عن الرؤية في الإضاءة المنخفضة، والمخاريط، التي تتيح إدراك الألوان.
يُعتبر نقص التورين أحد الأسباب الشائعة لتنكس الشبكية، ولذلك تتم إضافة مكملات التورين إلى معظم أطعمة القطط التجارية. ورغم أن الضرر الناتج عن نقص الشبكية المركزي لا يمكن عكسه، إلا أن الالتزام بنظام غذائي غني بالتورين يمكن أن يُبطئ تطور الحالة ويقلل من آثارها. كما أن نقص بعض الفيتامينات، مثل فيتامين أ وفيتامين هـ، قد يؤدي أيضًا إلى تلف الشبكية لدى القطط.

### البدانة
يُعد التعقيم، إلى جانب الإفراط في تقديم الطعام، من العوامل الرئيسية التي ساهمت في ارتفاع معدلات السمنة بين القطط المنزلية، خصوصًا في الدول المتقدمة. وتُشبه آثار السمنة لدى القطط تلك التي تظهر لدى البشر، حيث تؤدي إلى زيادة خطر الإصابة بأمراض مثل القلب والسكري، مما قد يُقلل من متوسط عمر القطة وجودة حياتها.

## الإجراءات الجراحية غير العلاجية
- التعقيم والإخصاء
- استئصال الظفر[الإنجليزية] (إزالة المخالب)

## المخاطر في البيئة الحضرية
- متلازمة المباني الشاهقة
- المركبات

### المواد السامة
تسرد جمعية الرفق بالحيوان الأمريكية بعض المصادر الشائعة للسموم  التي يتعرض لها الحيوانات الأليفة، بما في ذلك: النباتات،  والأدوية البشرية ومستحضرات التجميل،  ومنتجات التنظيف،  وحتى الأطعمة. 
بعض النباتات المنزلية ضارة بالقطط. على سبيل المثال، يمكن لأوراق زنبق عيد الفصح أن تسبب تلفًا كلويًا دائمًا يهدد حياة القطط، كما أن نبات الفيلوديندرون سام للقطط. لدى جمعية مُحبي القطط قائمة كاملة بالنباتات الضارة بالقطط. 
يُعد الباراسيتامول، المعروف أيضًا باسم الأسيتامينوفين (تحت أسماء تجارية مثل بانادول وتايلينول)، مادة شديدة السمية للقطط، ولا يجوز إعطاؤه لها تحت أي ظرف. فالقطط تفتقر إلى إنزيمات الجلوكورونيل ترانسفيراز التي تمكّن الجسم من تفكيك الباراسيتامول بأمان، ما يجعل حتى كميات صغيرة جدًا منه قاتلة. تشمل الأعراض المبكرة للتسمم: القيء، فرط إفراز اللعاب، وتغير لون اللسان واللثة. وبعد نحو يومين، تظهر علامات تلف الكبد، أبرزها اليرقان. ومع ذلك، فإن الوفاة لا تحدث عادة بسبب تلف الكبد كما في البشر، بل نتيجة فشل خلايا الدم الحمراء في نقل الأكسجين، بسبب تكون الميثيموغلوبين وأجسام هاينز، مما يؤدي إلى الاختناق. يمكن إنقاذ القطة في بعض الحالات عند تناول جرعات صغيرة، بشرط أن يبدأ العلاج على الفور وبشكل عاجل.
يمكن أن تسبب الساليسيلات ، مثل الأسبرين ، التسمم عند تناولها بشكل غير صحيح.  وعلى نحو مماثل، فإن وضع مينوكسيديل ( روجين ) على جلد القطط، إما عن طريق الخطأ أو من قبل أصحاب حسن النية الذين يحاولون تعويض فقدان الفراء، أثبت أنه قاتل في بعض الأحيان.  
بالإضافة إلى المخاطر الواضحة مثل المبيدات الحشرية ومبيدات الأعشاب ، فإن المواد المنزلية الشائعة الأخرى التي يجب استخدامها بحذر في المناطق التي قد تتعرض فيها القطط تشمل كرات النفتالين ومنتجات النفتالين الأخرى، بالإضافة إلى المنتجات القائمة على الفينول والتي تستخدم غالبًا في التنظيف والتطهير بالقرب من مناطق تغذية القطط أو صناديق الفضلات، مثل Pine-Sol و ديتول والهيكساكلوروفين ، وما إلى ذلك. والتي على الرغم من استخدامها على نطاق واسع دون مشاكل، فقد ثبت في بعض الأحيان أنها قاتلة.  الزيوت العطرية سامة للقطط وقد تم الإبلاغ عن حالات من الأمراض الخطيرة الناجمة عن زيت شجرة الشاي وعلاجات البراغيث والشامبو التي تعتمد على زيت شجرة الشاي.  
العديد من الأطعمة التي يستهلكها البشر تُعد سامة بدرجات متفاوتة للقطط؛ فعلى سبيل المثال، يحتوي الكاكاو على مادة الثيوبرومين التي قد تُسبب التسمم، رغم أن القطط نادرًا ما تميل إلى تناول الشوكولاتة. كما تم الإبلاغ عن حالات تسمم لدى قطط تناولت كميات كبيرة نسبيًا من البصل أو الثوم. قد تتعرض القطط للتسمم نتيجة العديد من المواد الكيميائية التي يظن أصحابها من البشر أنها آمنة، وذلك لأن كبد القطة أقل كفاءة في إزالة بعض السموم مقارنة بالبشر. تُعد مضادات التجمد وسموم القوارض من أكثر مسببات التسمم شيوعًا لدى القطط. كما أن القطط قد تكون حساسة بشكل خاص لبعض الملوثات البيئية.

#### التسمم بالإيثيلين جليكول (مضاد التجمد)
يمكن أن تصاب القطط بالتسمم بسرعة عند تناول كمية صغيرة جدًا من الإيثيلين جليكول، تكفي منها ملعقة صغيرة فقط للتسبب في تسمم خطير. يُعد مضاد التجمد المستخدم في السيارات أو سائل تبريد الرادياتير المصدر الرئيسي لهذه المادة، نظرًا لاحتوائه على تركيزات مرتفعة. وتشمل مصادر أخرى لهذه المادة سوائل إزالة الجليد من الزجاج الأمامي، وسائل الفرامل، وزيت المحرك، وكذلك بعض مستحضرات التصوير للهواة، وبقع الخشب، والمذيبات، والدهانات. كما يستخدم بعض الأشخاص مضاد التجمد في مراحيض الكبائن لمنع تجمد المياه خلال الشتاء، ما يؤدي إلى تسمم الحيوانات إذا شربت منها. حتى بعض أدوات الزينة مثل كرات الثلج قد تحتوي على كميات ضئيلة من هذه المادة. وعند الاشتباه في تناول قطة للإيثيلين جليكول، فإنها تحتاج إلى رعاية بيطرية فورية، حيث يجب إعطاؤها الترياق خلال ثلاث ساعات. فكلما تم البدء في العلاج في وقت مبكر، زادت فرص نجاتها.